# Ричард Куклински
Ричард Ленърд Куклински (на английски: Richard Leonard "The Iceman" Kuklinski) е американски наемен и сериен убиец, роден на 11 април 1935 г. и починал в затвора на 5 март 2006 г. Той работи за Петте семейства (най-влиятелната италиано-американска мафиотска групировка).
Висок 196 cm и тежащ 135 kg, Куклински заявява, че е убил между 100 и 250 души в периода от 1948 до 1986 г. Преди окончателния си арест, той живее с жена си и децата си в предградие в Ню Джърси, които не подозират за двойния му живот. Животът му е отразен в два документални филма, две биографии и игрален филм от 2012 година.
Куклински получава прозвището „Леденият човек“, тъй като замразява жертвите си, за да прикрие часа на смъртта им. По време на престъпната му кариера, мафиотите го наричат „Човекът армия“ или „Самият дявол“, поради страшната му репутация и физика. В хода на кариерата си, Куклински се занимава с наркотици, порнография, търговия с оръжия, пране на пари, лихварство, кражби на автомобили и наемни убийства. И докато престъпната му дейност се разширява, той започва да допуска грешки. Въпреки че твърди, че е убивал всеки, който би свидетелствал срещу него, той започва да се отървава от телата твърде небрежно. Полицията започва да го подозира, събира доказателства и след 18-месечно разследване под прикритие, го арестува през 1986 г. През 1988 г. е осъден на доживотен затвор, като му се прибавят 30 години за убийството на полицейски служител. Полицията е убедена, че той е сериен убиец, убивал както за организирани престъпни босове, така и по собствена инициатива.

## Кратка биография
Ричард Куклински се ражда в семейство на имигранти от полски и ирландски произход. Баща му Стенли Куклински е алкохолик, който в 1940 г. пребива своя син Флориан до смърт. На полицията казва, че детето е паднало по стълбите. Ричард има двама братя и една сестра. Другият му брат, Джозеф Куклински (1944 – 2003 г.) е обвинен в изнасилване и убийство на 12-годишно момиче. Когато питат Ричард какво мисли за това, той отговаря: „Ние сме от един и същи баща“.